# Canton de Toulouse-9
Le canton de Toulouse-9 est une circonscription électorale française de l'arrondissement de Toulouse, situé dans le département de la Haute-Garonne et la région Occitanie.

## Histoire
Le canton de Toulouse-9 a été créé par décret du 16 août 1973 lors du remplacement des cantons de Toulouse-Centre, Toulouse-Nord, Toulouse-Ouest et Toulouse-Sud.
À la suite du redécoupage cantonal de 2014 de la Haute-Garonne, défini par le décret du 13 février 2014, le canton est remanié.

## Représentation

### Représentation de 1973 à 2015
| Période | Période      | Identité         | Étiquette             | Qualité                                                                                                  |
| ------- | ------------ | ---------------- | --------------------- | --- |
| 1973    | 1977 (décès) | André Estrade    | PS                    | Représentant de commerce                                                                                 |
| 1977    | 1994         | Geneviève Raynal | PS                    | Maître-assistant, suppléante du député Claude Ducert (1988-1993)                                         |
| 1994    | 2008         | Jean-Luc Moudenc | UDF puis UMP puis DVD | Conseiller en communication Maire de Toulouse (2004-2008 et depuis 2014) Conseiller régional (1992-1998) |
| 2008    | 2015         | Françoise Pouget | PS                    | Gérante d'entreprise à Toulouse                                                                          |

Canton faisant partie de la troisième circonscription de la Haute-Garonne

### Représentation depuis 2015
| Période élective | Période élective | Mandat | Mandat   | Identité               | Nuance | Nuance | Qualité |
| ---------------- | ---------------- | ------ | -------- | ---------------------- | ------ | ------ | --- |
| 2015             | 2021             | 2015   | 2021     | Jean-Jacques Mirassou  |        | PS     | Chirurgien-dentiste Vice-Président chargé des Sports, de l'Education Populaire et des Anciens Combattants Ancien sénateur de la Haute-Garonne (2008 → 2014) Ancien conseiller général du Canton de Toulouse-7 (1998 → 2015) |
| 2015             | 2021             | 2015   | 2021     | Marie-Dominique Vézian |        | PS     | Ancien maire de Saint-Jean (2012 → 2020) |
| 2021             | 2028             | 2021   | en cours | Caroline Honvault      |        | DVG    | Fonctionnaire territoriale, Chargée de mission au Conseil Économique Social et Environnemental Régional Conseillère municipale de Toulouse (groupe Archipel citoyen)                                                        |
| 2021             | 2028             | 2021   | en cours | Marc Péré              |        | DVG    | Ingénieur (ENSEEIHT Toulouse), maire de L'Union depuis 2014 |

### Résultats détaillés

#### Élections de mars 2015
À l'issue du 1er tour des élections départementales de 2015, deux binômes sont en ballottage : Jean-Jacques Mirassou et Marie-Dominique Vezian (PS, 35,55 %) et Christine Gennaro-Saint et Laurent Lesgourgues (Union de la Droite, 29,38 %). Le taux de participation est de 50,64 % (18 535 votants sur 36 598 inscrits) contre 52,11 % au niveau départemental et 50,17 % au niveau national.
Au second tour, Jean-Jacques Mirassou et Marie-Dominique Vezian (PS) sont élus avec 53,55 % des suffrages exprimés et un taux de participation de 49,86 % (9 011 voix pour 18 251 votants et 36 601 inscrits).

#### Élections de juin 2021
Le premier tour des élections départementales de 2021 est marqué par un très faible taux de participation (33,26 % au niveau national). Dans le canton de Toulouse-9, ce taux de participation est de 36,57 % (13 120 votants sur 35 879 inscrits) contre 36,67 % au niveau départemental. À l'issue de ce premier tour, deux binômes sont en ballottage : Caroline Honvault et Marc Péré (DVG, 23,88 %) et Pierre Nicolas Bapt et Cécile Ramos (Union à gauche, 22,91 %).
Le second tour des élections est marqué une nouvelle fois par une abstention massive équivalente au premier tour. Les taux de participation sont de 34,36 % au niveau national, 36,26 % dans le département et 36,92 % dans le canton de Toulouse-9. Caroline Honvault et Marc Péré (DVG) sont élus avec 52 % des suffrages exprimés (6 092 voix pour 13 280 votants et 35 969 inscrits),,. 

## Composition

### Composition de 1973 à 2015
Lors de sa création en 1973, le canton de Toulouse-IX se composait de :
- la commune de Ramonville-Saint-Agne,
- la portion de territoire de la ville de Toulouse déterminée par la rue Pierre-Brossolette (non comprise) et l'axe des voies ci-après : rue Noulet (incluse), avenue Jean-Rieux, rue Mireille (non comprise), avenue des Charmettes (non comprise), chemin de Firmis (inclus), la limite Sud-Ouest de la commune de Balma, la limite nord-ouest de la commune de Labège, la limite nord de la commune de Ramonville-Saint-Agne, canal du Midi, rue de Nîmes, rue Bonnat, avenue des Avions, avenue du Lauragais, la voie ferrée, avenue Paul-Crampel et canal du Midi.

Quartiers de Toulouse inclus dans le canton :
- La Terrasse (Toulouse)
- Montaudran
- Pont-des-Demoiselles
- Route de Revel
- Sauzelong

### Composition à partir de 2015
| Nom                              | Code Insee | Intercommunalité   | Superficie (km2) | Population (dernière pop. légale)                 | Densité (hab./km2) | Modifier                                    |
| -------------------------------- | ---------- | ------------------ | ---------------- | ------------------------------------------------- | ------------------ | ------------------------------------------- |
| Toulouse (bureau centralisateur) | 31555      | Toulouse Métropole | 118,30           | Fraction : 34 276 (2022) Commune : 511 684 (2022) | 4 325              | modifier les données · modifier les données |
| Saint-Jean                       | 31488      | Toulouse Métropole | 5,94             | 11 239 (2022)                                     | 1 892              | modifier les données · modifier les données |
| L'Union                          | 31561      | Toulouse Métropole | 6,77             | 12 410 (2022)                                     | 1 833              | modifier les données · modifier les données |
| Canton de Toulouse-9             | 3123       |                    |                  | 57 925 (2022)                                     |                    | modifier les données                        |

Le nouveau canton de Toulouse-9 comprend :
1. deux communes entières ;
2. la partie de la commune de Toulouse située à l'est d'une ligne définie par l'axe des voies et limites suivantes : depuis la limite territoriale de la commune de L'Union, route d'Albi, avenue d'Atlanta, ligne de chemin de fer de Brive à Toulouse via Capdenac, rue du Faubourg-Bonnefoy, avenue de Lavaur, rue de Giroussens, chemin Maurice, rue de Périole, rue Saint-Louis, rue Frédéric-Petit, rue Jolimont, rue des Redoutes, avenue Yves-Brunaud, avenue Georges-Pompidou, boulevard de Marengo, pont Pompidou, boulevard de la Gare, avenue de la Gloire, impasse de Soupetard, boulevard des Crêtes, avenue Jean-Chaubet, jusqu'à la limite territoriale de la commune de Balma.

## Démographie

### Démographie avant 2015
| 1975 | 1982 | 1990   | 1999   | 2006   | 2011   | 2012   |
| ---- | ---- | ------ | ------ | ------ | ------ | ------ |
| -    | -    | 40 507 | 42 467 | 44 425 | 45 929 | 47 904 |

### Démographie depuis 2015
En 2022, le canton comptait 57 925 habitants, en évolution de +5,81 % par rapport à 2016 (Haute-Garonne : +8,02 %, France hors Mayotte : +2,11 %).
| 2013   | 2018   | 2022   |
| ------ | ------ | ------ |
| 54 067 | 55 356 | 57 925 |